# Quadro de medalhas dos Jogos Olímpicos de Verão de 2016

Mapa múndi exibindo as medalhas de cada país durante os Jogos Olímpicos de 2016.
Legenda:
Países que conquistaram ao menos uma medalha de ouro.
Países que conquistaram ao menos uma medalha de prata (e nenhuma de ouro).
Países que conquistaram ao menos uma medalha de bronze (e nenhuma de ouro ou prata).
Países que não conquistaram uma medalha.
Países que não participaram dos Jogos Olímpicos de 2016.

O quadro de medalhas dos Jogos Olímpicos de Verão de 2016 é uma lista que classifica os Comitês Olímpicos Nacionais de acordo com o número de medalhas conquistadas nos Jogos que foram realizados na cidade do Rio de Janeiro, no Brasil, entre os dias 5 e 21 de agosto.
Os Estados Unidos lideraram o quadro de medalhas, tanto em número de medalhas de ouro conquistadas (como as medalhas estão listadas no site oficial dos Jogos, e internacionalmente por tradição), quanto em medalhas gerais (o método tradicional pelo qual a tabela é listada nos Estados Unidos), conquistando 46 medalhas de ouro e 121 no total, respectivamente. Atrás dos Estados Unidos, a Grã-Bretanha ficou em segundo lugar na tabela de medalhas por medalhas de ouro (27) e terceira no total de medalhas (67) - seu maior resultado no primeiro caso desde os Jogos em casa em 1908 e no segundo desde 1920, enquanto a China ficou em terceiro nas medalhas de ouro (26), mas em segundo nas medalhas gerais (70). Ambos os países finalizaram bem distantes de um grupo de desafiantes pelo quarto lugar na tabela, incluindo Rússia, Alemanha, França e a nação anfitriã de 2020 Japão.
Atletas de 87 países conquistaram medalhas nos Jogos Olímpicos de Verão de 2016, quebrando o recorde de maior número de países a ganharem medalhas em uma única edição dos Jogos Olímpicos. No entanto, após a realocação devido a sanções de doping, um 87º país foi posteriormente premiado com uma medalha nas Olimpíadas de 2008, empatando o recorde. Atletas de 59 nações ganharam medalhas de ouro nesses jogos, também quebrando o recorde de maior número de nações ganhando ouro em uma única edição. O país anfitrião, o Brasil, conquistou sete medalhas de ouro, a maior em qualquer Olimpíada de Verão.

## Medalhas
O design das medalhas olímpicas para os Jogos Olímpicos de Verão de 2016 apresentou as maiores medalhas em termos de diâmetro de qualquer medalha apresentada nos Jogos Olímpicos. Os ouros são mais puros do que os apresentados em todas as Olimpíadas anteriores. As pratas eram feitas de espelhos de reciclagem, solda e chapas de raios-X. Grande parte do cobre usado nos bronzes veio da reciclagem de resíduos que cunharam as medalhas. O anverso das medalhas apresenta a Nice, a deusa grega da vitória.

## Conquistas históricas

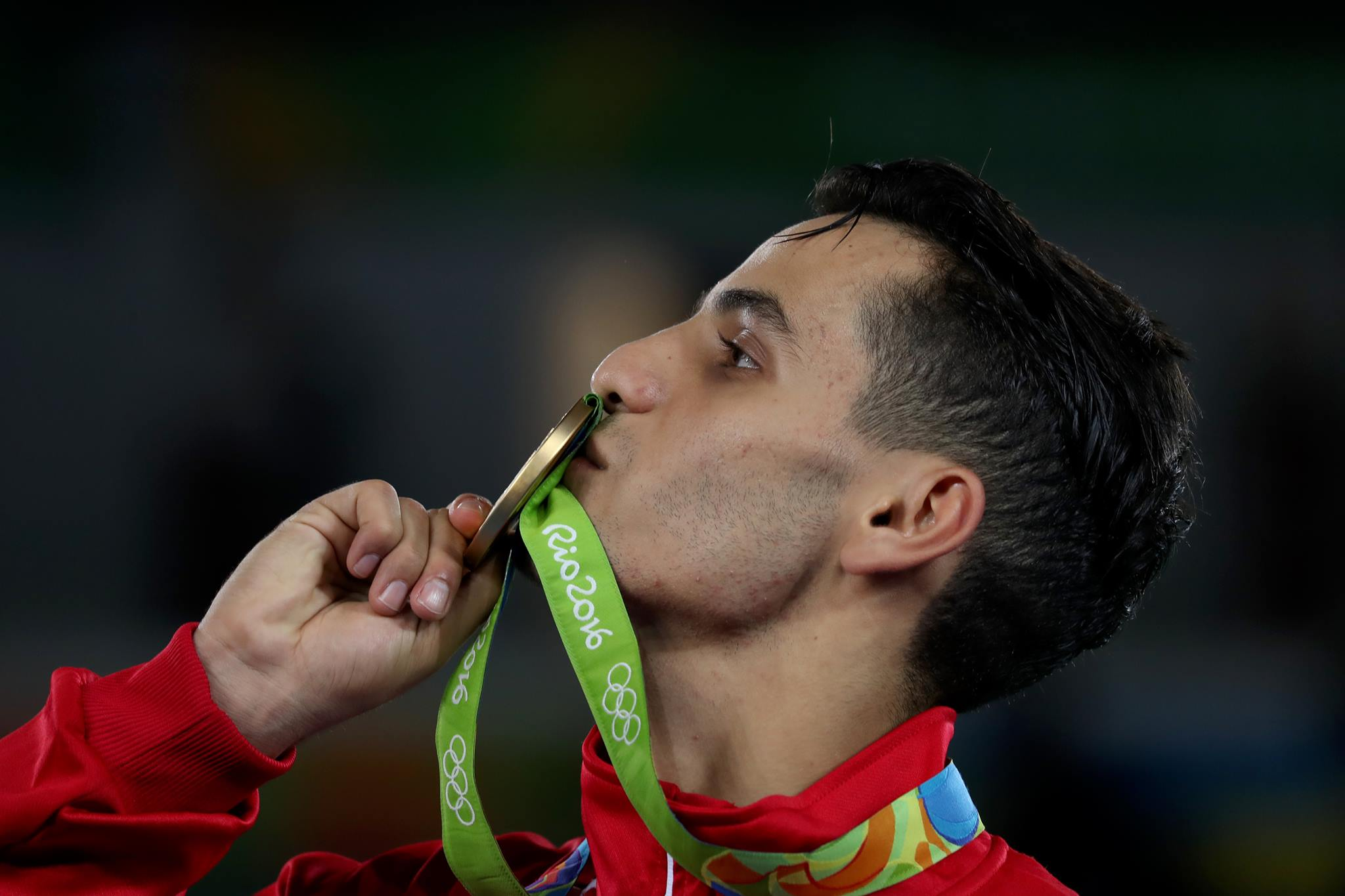
Ahmad Abughaush, a primeira medalha da história da Jordânia nos Jogos Olímpicos

A primeira medalha de ouro foi conquistada pela atiradora dos Estados Unidos Virginia Thrasher ao vencer a prova Carabina de ar 10 m. As medalhas de prata e de bronze foram conquistadas pelas chinesas Du Li e Yi Siling.
Nove países conquistaram a medalha de ouro pela primeira vez em sua história. Fazem parte desta lista o Bahrein, com Ruth Jebet nos 3 000 m com obstáculos feminino; Singapura, com Joseph Schooling nos 100 m borboleta masculino; a Costa do Marfim, com Cheick Sallah Cissé no taekwondo até 80 kg masculino; o Fiji, com a equipe de rugby sevens masculina; a Jordânia, com Ahmad Abughaush no taekwondo até 68 kg masculino; o Kosovo, com Majlinda Kelmendi no judô até 52 kg feminino; o Porto Rico, com Monica Puig no simples feminino do tênis; o Tajiquistão, com Dilshod Nazarov no lançamento de martelo masculino; e o Vietnã, com Hoàng Xuân Vinh no tiro com pistola de ar 10 m masculino. As medalhas do Fiji, da Jordânia e do Kosovo foram as primeiras, considerando qualquer tipo de medalha. Além deles, no tiro fossa olímpica double masculino, o kuwaitiano Fehaid Al-Deehani se tornou no primeiro Participante Olímpico Independente (IOA) a ganhar uma medalha de ouro na história dos Jogos Olímpicos.
Um outro destaque nesta edição foi para a milésima medalha de ouro obtida pelos Estados Unidos. De acordo com os números do Comitê Olímpico dos Estados Unidos, a milésima medalha de ouro foi a 24.ª obtida nestes Jogos. Ela foi conquistada no dia 13 de agosto, na vitória da equipe de 4x100 medley feminino, composta por Kathleen Baker, Lilly King, Dana Vollmer e Simone Manuel. Porém, por conta de uma divergência em uma medalha obtida nos Jogos de 1904, afirma-se que a milésima medalha de ouro foi a 25.ª, obtida no mesmo dia pela equipe de 4x100 medley masculino, composta por Cody Miller, Michael Phelps, Nathan Adrian e Ryan Murphy.
Na história dos Jogos Modernos, a Grã-Bretanha tornou-se o primeiro país a aumentar o número de medalhas na Olimpíada imediatamente após a que foi sede. Em 2012, eles conquistaram 65 medalhas, e em 2016, 67.

## O quadro

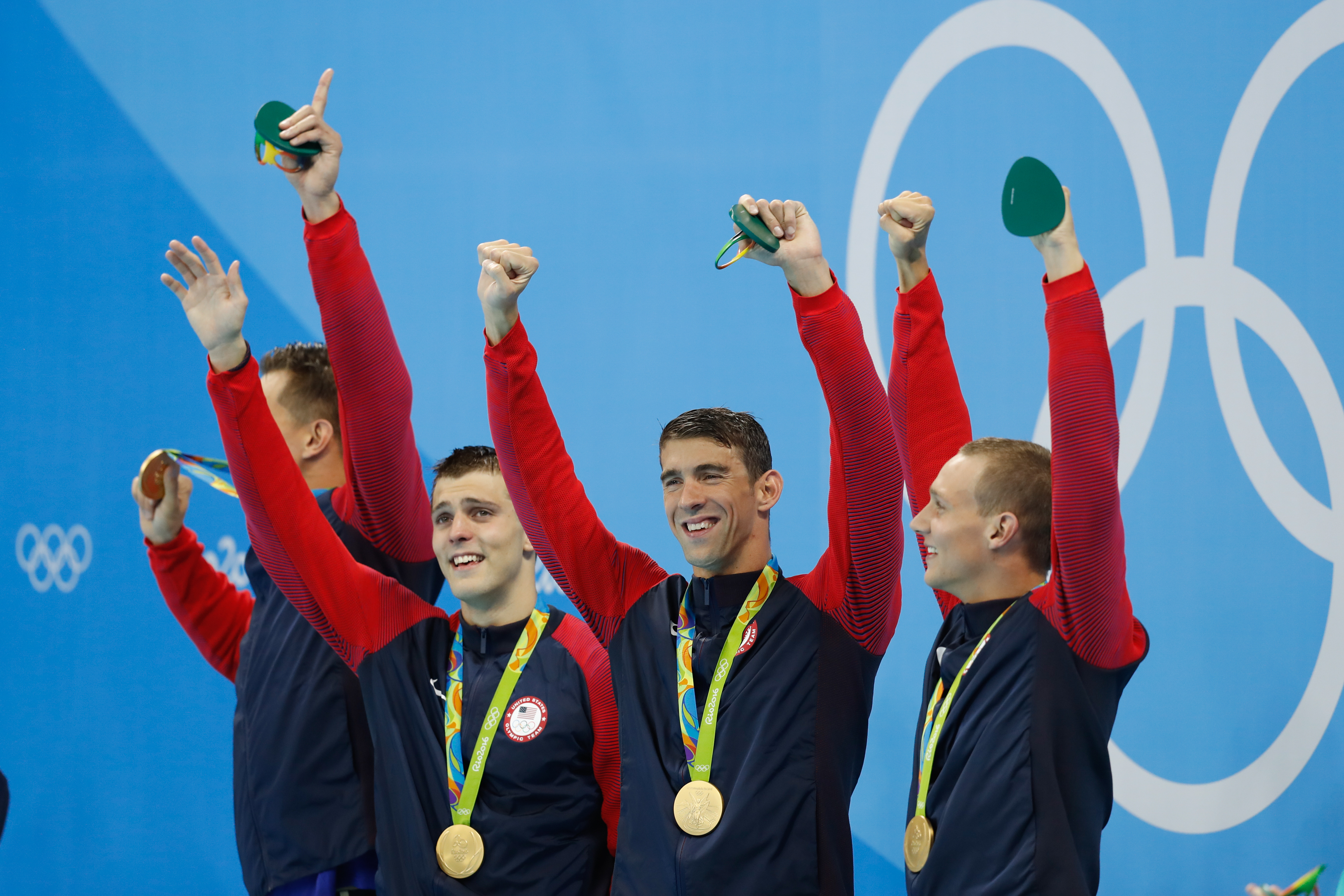
Membros da equipe norte-americana (Adrian, Held, Phelps e Dressel), após a conquista da prova dos 4x100 m livre

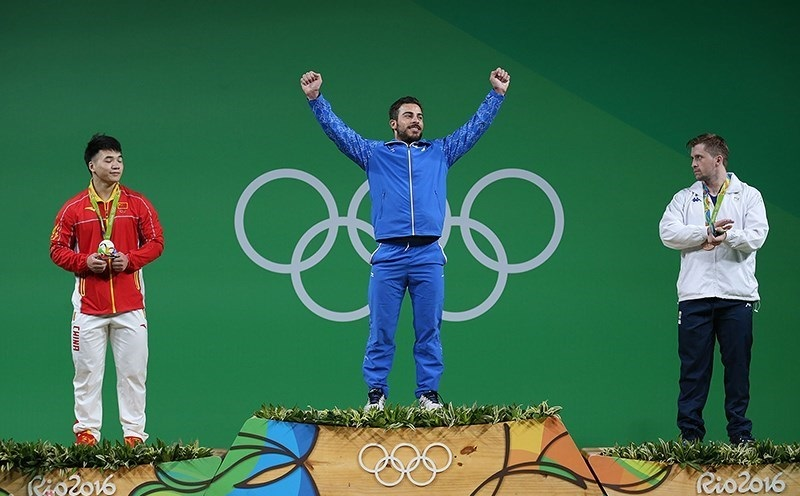
Medalhistas no levantamento de peso da categoria até 85 kg masculino. O iraniano Kianoush Rostami venceu a competição

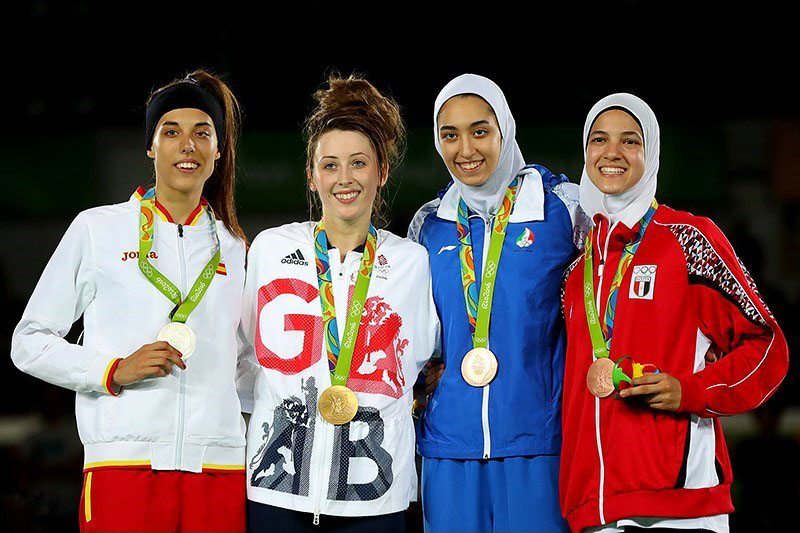
Medalhistas na categoria até 57 kg feminino do taekwondo. A atleta da Grã-Bretanha Jade Jones (segunda da esquerda) defendeu com sucesso seu título

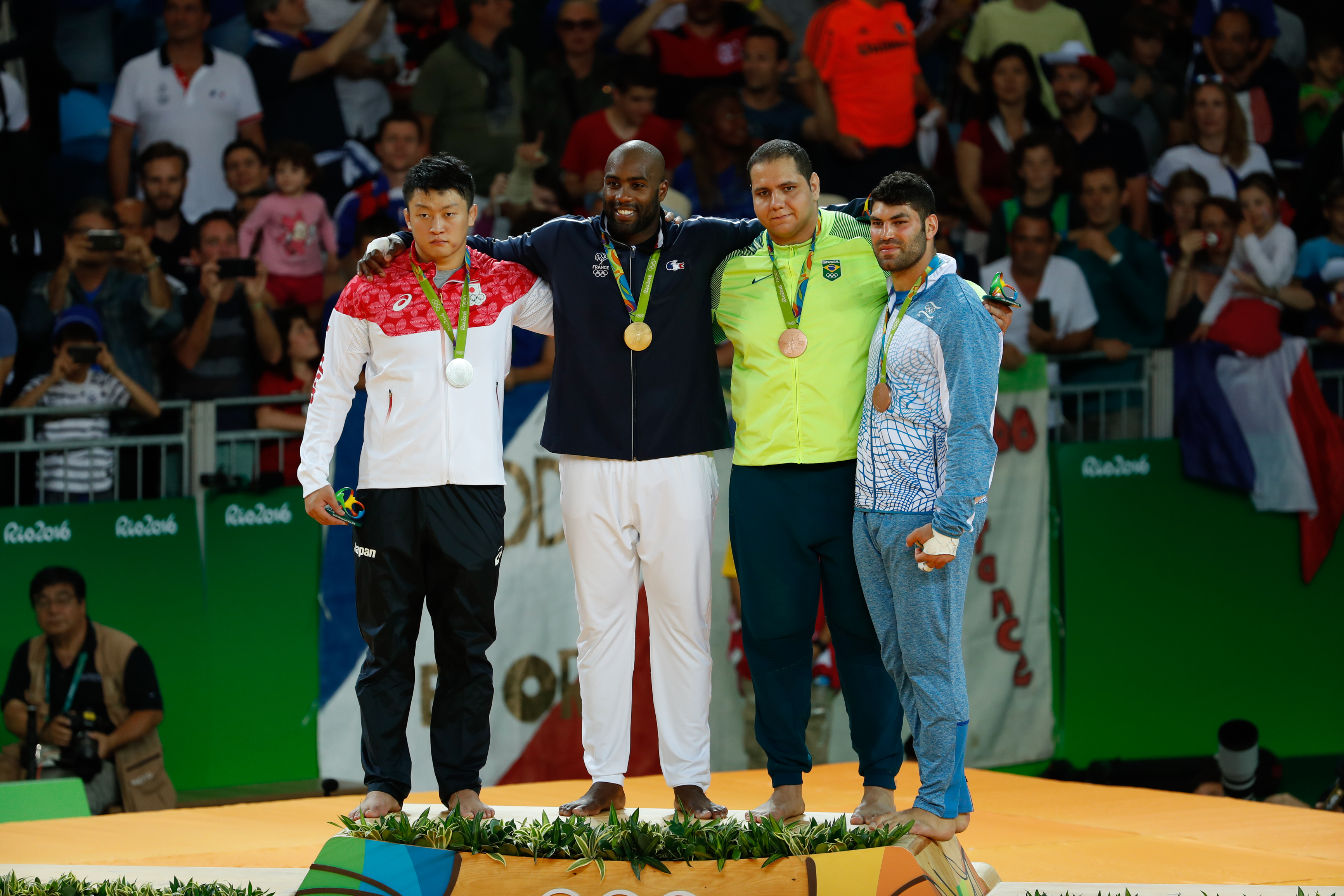
Pódio da categoria acima de 100 kg masculino do judô, com o francês Teddy Riner sagrando-se campeão

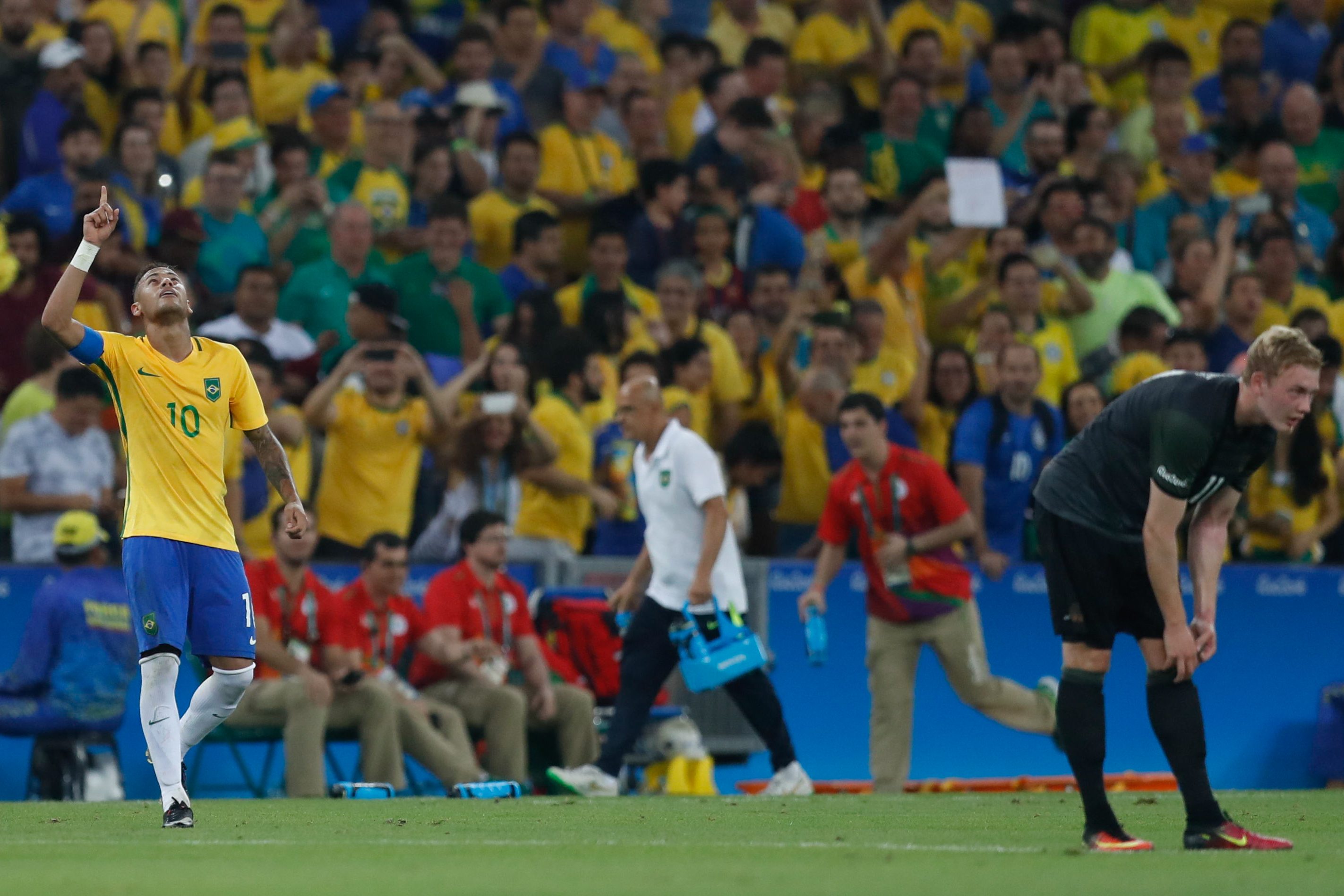
Final do futebol olímpico no Estádio do Maracanã, partida na qual a Seleção Brasileira sagrou-se campeã

Contagem de medalhas dos países mais bem-sucedidos na Rio 2016

Contagem de medalhas dos países mais bem-sucedidos entre os anos de 2000 e 2016

Contagem de medalhas dos países mais bem-sucedidos entre os anos de 2000 e 2016 pelo número de medalhas de ouro

O quadro de medalhas é classificado de acordo com o número de medalhas de ouro, estando as medalhas de prata e bronze como critérios de desempate em caso de países com o mesmo número de ouros. O Comitê Olímpico Internacional (COI) não reconhece a existência de um quadro de medalhas, alegando que isso cria uma competição entre os países, o que não é o objetivo dos Jogos.
Apesar de terem sido realizadas 306 disputas de medalhas, nos 100 m livre feminino, houve um empate na 1.ª posição, e, diante disso, foram distribuídos 307 ouros, sendo que não houve medalha de prata nessa disputa.
Três medalhas de prata foram distribuídas nos 100 m borboleta masculino, quando houve um triplo empate na 2.ª posição. Por consequência, nenhuma medalha de bronze foi distribuída neste evento.
No boxe (13 categorias), judô (14), taekwondo (8), e wrestling (18), duas medalhas de bronze são distribuídas para cada evento e categoria (53 medalhas de bronze a mais, no total). Adicionalmente a isso, duas medalhas de bronze foram distribuídas no empate que ocorreu nos 100 m costas feminino e na prova do K-1 200 metros masculino.
     País sede destacado
| Ordem | País                                | Medalha de ouro | Medalha de prata | Medalha de bronze |     |
| ----- | ----------------------------------- | --------------- | ---------------- | ----------------- | --- |
| 1     | USA Estados Unidos                  | 46              | 37               | 38                | 121 |
| 2     | GBR Grã-Bretanha                    | 27              | 23               | 17                | 67  |
| 3     | CHN China                           | 26              | 18               | 26                | 70  |
| 4     | RUS Rússia                          | 19              | 17               | 20                | 56  |
| 5     | GER Alemanha                        | 17              | 10               | 15                | 42  |
| 6     | JPN Japão                           | 12              | 8                | 21                | 41  |
| 7     | FRA França                          | 10              | 18               | 14                | 42  |
| 8     | KOR Coreia do Sul                   | 9               | 3                | 9                 | 21  |
| 9     | ITA Itália                          | 8               | 12               | 8                 | 28  |
| 10    | AUS Austrália                       | 8               | 11               | 10                | 29  |
| 11    | NED Países Baixos                   | 8               | 7                | 4                 | 19  |
| 12    | HUN Hungria                         | 8               | 3                | 4                 | 15  |
| 13    | BRA Brasil                          | 7               | 6                | 6                 | 19  |
| 14    | ESP Espanha                         | 7               | 4                | 6                 | 17  |
| 15    | KEN Quênia                          | 6               | 6                | 1                 | 13  |
| 16    | JAM Jamaica                         | 6               | 3                | 2                 | 11  |
| 17    | CRO Croácia                         | 5               | 3                | 2                 | 10  |
| 18    | CUB Cuba                            | 5               | 2                | 4                 | 11  |
| 19    | NZL Nova Zelândia                   | 4               | 9                | 5                 | 18  |
| 20    | CAN Canadá                          | 4               | 3                | 15                | 22  |
| 21    | UZB Uzbequistão                     | 4               | 2                | 7                 | 13  |
| 22    | KAZ Cazaquistão                     | 3               | 5                | 10                | 18  |
| 23    | COL Colômbia                        | 3               | 2                | 3                 | 8   |
| 24    | SUI Suíça                           | 3               | 2                | 2                 | 7   |
| 25    | IRI Irã                             | 3               | 1                | 4                 | 8   |
| 26    | GRE Grécia                          | 3               | 1                | 2                 | 6   |
| 27    | ARG Argentina                       | 3               | 1                |                   | 4   |
| 28    | DEN Dinamarca                       | 2               | 6                | 7                 | 15  |
| 29    | SWE Suécia                          | 2               | 6                | 3                 | 11  |
| 30    | RSA África do Sul                   | 2               | 6                | 2                 | 10  |
| 31    | UKR Ucrânia                         | 2               | 5                | 4                 | 11  |
| 32    | SRB Sérvia                          | 2               | 4                | 2                 | 8   |
| 33    | POL Polônia                         | 2               | 3                | 6                 | 11  |
| 34    | PRK Coreia do Norte                 | 2               | 3                | 2                 | 7   |
| 35    | BEL Bélgica                         | 2               | 2                | 2                 | 6   |
| 35    | THA Tailândia                       | 2               | 2                | 2                 | 6   |
| 37    | SVK Eslováquia                      | 2               | 2                |                   | 4   |
| 38    | GEO Geórgia                         | 2               | 1                | 4                 | 7   |
| 39    | AZE Azerbaijão                      | 1               | 7                | 10                | 18  |
| 40    | BLR Bielorrússia                    | 1               | 4                | 4                 | 9   |
| 41    | TUR Turquia                         | 1               | 3                | 4                 | 8   |
| 42    | ARM Armênia                         | 1               | 3                |                   | 4   |
| 43    | CZE República Checa                 | 1               | 2                | 7                 | 10  |
| 44    | ETH Etiópia                         | 1               | 2                | 5                 | 8   |
| 45    | SLO Eslovênia                       | 1               | 2                | 1                 | 4   |
| 46    | INA Indonésia                       | 1               | 2                |                   | 3   |
| 47    | ROU Romênia                         | 1               | 1                | 2                 | 4   |
| 48    | BRN Bahrein                         | 1               | 1                |                   | 2   |
| 48    | VIE Vietnã                          | 1               | 1                |                   | 2   |
| 50    | TPE Taipé Chinês                    | 1               |                  | 2                 | 3   |
| 51    | BAH Bahamas                         | 1               |                  | 1                 | 2   |
| 51    | CIV Costa do Marfim                 | 1               |                  | 1                 | 2   |
| 51    | IOA Atletas Olímpicos Independentes | 1               |                  | 1                 | 2   |
| 54    | FIJ Fiji                            | 1               |                  |                   | 1   |
| 54    | JOR Jordânia                        | 1               |                  |                   | 1   |
| 54    | KOS Kosovo                          | 1               |                  |                   | 1   |
| 54    | PUR Porto Rico                      | 1               |                  |                   | 1   |
| 54    | SIN Singapura                       | 1               |                  |                   | 1   |
| 54    | TJK Tajiquistão                     | 1               |                  |                   | 1   |
| 60    | MAS Malásia                         |                 | 4                | 1                 | 5   |
| 61    | MEX México                          |                 | 3                | 2                 | 5   |
| 62    | VEN Venezuela                       |                 | 2                | 1                 | 3   |
| 63    | ALG Argélia                         |                 | 2                |                   | 2   |
| 64    | IRL Irlanda                         |                 | 2                |                   | 2   |
| 65    | LTU Lituânia                        |                 | 1                | 3                 | 4   |
| 66    | BUL Bulgária                        |                 | 1                | 2                 | 3   |
| 67    | IND Índia                           |                 | 1                | 1                 | 2   |
| 67    | MGL Mongólia                        |                 | 1                | 1                 | 2   |
| 69    | BDI Burundi                         |                 | 1                |                   | 1   |
| 69    | GRN Granada                         |                 | 1                |                   | 1   |
| 69    | NIG Níger                           |                 | 1                |                   | 1   |
| 69    | PHI Filipinas                       |                 | 1                |                   | 1   |
| 69    | QAT Catar                           |                 | 1                |                   | 1   |
| 74    | NOR Noruega                         |                 |                  | 4                 | 4   |
| 75    | EGY Egito                           |                 |                  | 3                 | 3   |
| 75    | TUN Tunísia                         |                 |                  | 3                 | 3   |
| 77    | ISR Israel                          |                 |                  | 2                 | 2   |
| 78    | AUT Áustria                         |                 |                  | 1                 | 1   |
| 78    | DOM República Dominicana            |                 |                  | 1                 | 1   |
| 78    | EST Estônia                         |                 |                  | 1                 | 1   |
| 78    | FIN Finlândia                       |                 |                  | 1                 | 1   |
| 78    | MAR Marrocos                        |                 |                  | 1                 | 1   |
| 78    | NGR Nigéria                         |                 |                  | 1                 | 1   |
| 78    | POR Portugal                        |                 |                  | 1                 | 1   |
| 78    | TTO Trinidad e Tobago               |                 |                  | 1                 | 1   |
| 78    | UAE Emirados Árabes Unidos          |                 |                  | 1                 | 1   |
| TOTAL | TOTAL                               | 307             | 307              | 359               | 973 |

Fonte: 

## Mudanças no quadro de medalhas
| Data da decisão                                            | Esporte/Evento                     | Atleta (NOC)               | 1 | 2  | 3  | Total | Notas |
| ---------------------------------------------------------- | ---------------------------------- | -------------------------- | - | -- | -- | ----- | --- |
| Mudanças oficiais no quadro de medalhas (durante os Jogos) |                                    |                            |   |    |    |       | |
| 18 de agosto de 2016                                       | Halterofilismo Masculino até 69 kg | KGZ Izzat Artykov DSQ      |   |    | −1 | −1    | Em 18 de agosto de 2016, o halterofilista quirguiz Izzat Artykov foi despojado de sua medalha de bronze no evento masculino de 69 kg após teste positivo para estricnina. Luis Javier Mosquera, da Colômbia, que havia sido o quarto colocado antes da desqualificação de Artykov, ficou em terceiro lugar. |
| 18 de agosto de 2016                                       | Halterofilismo Masculino até 69 kg | COL Luis Javier Mosquera   |   |    | +1 | +1    | Em 18 de agosto de 2016, o halterofilista quirguiz Izzat Artykov foi despojado de sua medalha de bronze no evento masculino de 69 kg após teste positivo para estricnina. Luis Javier Mosquera, da Colômbia, que havia sido o quarto colocado antes da desqualificação de Artykov, ficou em terceiro lugar. |
| Mudanças oficiais no quadro de medalhas (após os Jogos)    |                                    |                            |   |    |    |       | |
| 8 de dezembro de 2016                                      | Halterofilismo Masculino até 85 kg | ROM Gabriel Sîncrăian DSQ  |   |    | −1 | −1    | Em 8 de dezembro de 2016, o Tribunal Arbitral do Esporte desqualificou o levantador de peso Gabriel Sîncrăian, da Romênia, e o boxeador Misha Aloian, da Rússia. No evento de levantamento de peso masculino até 85 kg, Denis Ulanov, do Cazaquistão, ficou em terceiro lugar. No boxe masculino peso mosca (até 52 kg), Yoel Finol, da Venezuela, ficou em segundo lugar; a medalha de bronze liberada não foi concedida a ninguém. |
| 8 de dezembro de 2016                                      | Halterofilismo Masculino até 85 kg | KAZ Denis Ulanov           |   |    | +1 | +1    | Em 8 de dezembro de 2016, o Tribunal Arbitral do Esporte desqualificou o levantador de peso Gabriel Sîncrăian, da Romênia, e o boxeador Misha Aloian, da Rússia. No evento de levantamento de peso masculino até 85 kg, Denis Ulanov, do Cazaquistão, ficou em terceiro lugar. No boxe masculino peso mosca (até 52 kg), Yoel Finol, da Venezuela, ficou em segundo lugar; a medalha de bronze liberada não foi concedida a ninguém. |
| 8 de dezembro de 2016                                      | Boxe Peso mosca masculino          | RUS Misha Aloyan DSQ       |   | −1 |    | −1    | Em 8 de dezembro de 2016, o Tribunal Arbitral do Esporte desqualificou o levantador de peso Gabriel Sîncrăian, da Romênia, e o boxeador Misha Aloian, da Rússia. No evento de levantamento de peso masculino até 85 kg, Denis Ulanov, do Cazaquistão, ficou em terceiro lugar. No boxe masculino peso mosca (até 52 kg), Yoel Finol, da Venezuela, ficou em segundo lugar; a medalha de bronze liberada não foi concedida a ninguém. |
| 8 de dezembro de 2016                                      | Boxe Peso mosca masculino          | VEN Yoel Finol             |   | +1 | −1 | 0     | Em 8 de dezembro de 2016, o Tribunal Arbitral do Esporte desqualificou o levantador de peso Gabriel Sîncrăian, da Romênia, e o boxeador Misha Aloian, da Rússia. No evento de levantamento de peso masculino até 85 kg, Denis Ulanov, do Cazaquistão, ficou em terceiro lugar. No boxe masculino peso mosca (até 52 kg), Yoel Finol, da Venezuela, ficou em segundo lugar; a medalha de bronze liberada não foi concedida a ninguém. |
| 30 de janeiro de 2017                                      | Canoagem C-1 1000 m masculino      | MDA Serghei Tarnovschi DSQ |   |    | −1 | −1    | Serghei Tarnovschi da Moldávia, foi despojado de sua medalha de bronze no evento de canoagem C-1 1000 metros masculino por violações de doping. |
| 30 de janeiro de 2017                                      | Canoagem C-1 1000 m masculino      | RUS Ilia Shtokalov         |   |    | +1 | +1    | Serghei Tarnovschi da Moldávia, foi despojado de sua medalha de bronze no evento de canoagem C-1 1000 metros masculino por violações de doping. |